# Esporodóquio
Esporodóquio é uma estrutura fúngica caracterizada por um estroma (massa tecidual compacta) do qual emerge um aglomerado de conidióforos, cuja forma é semelhante a uma almofada.

## Etimologia
Origina-se da união dos vocábulos gregos "spora" (semente) + "dokheîon" (recipiente, receptáculo), este por sua vez deriva de "dekesthai" (receber, possuir).